# Erebus ephesperis
Erebus ephesperis là một loài bướm đêm trong họ Erebidae.

## Hình ảnh

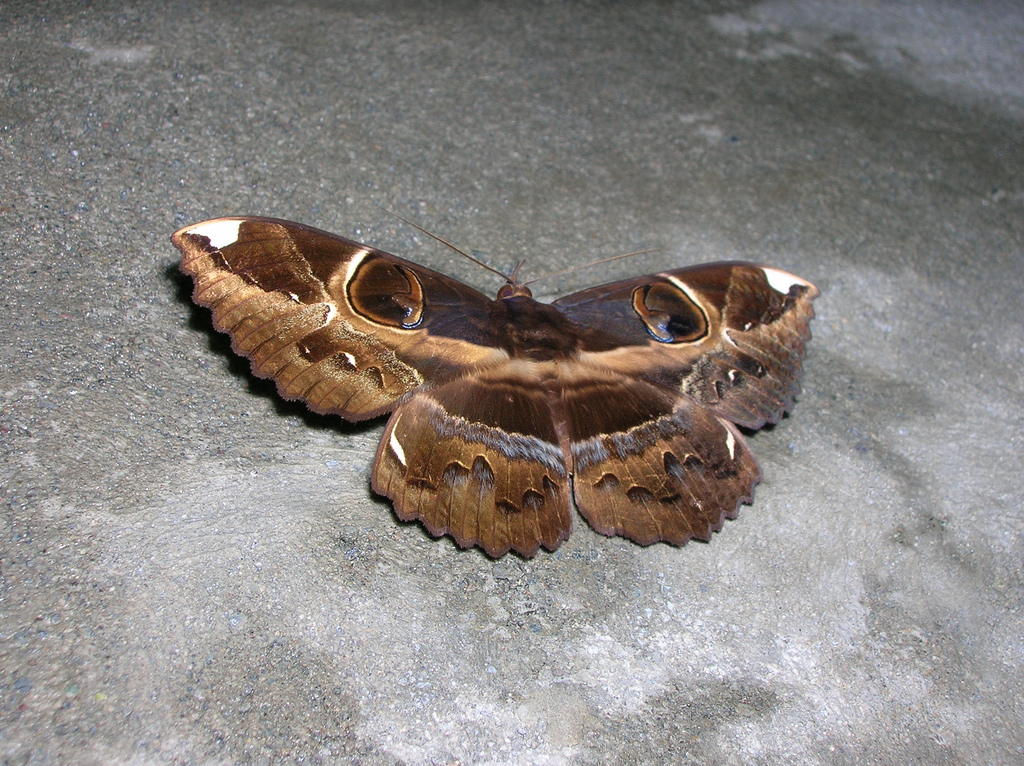
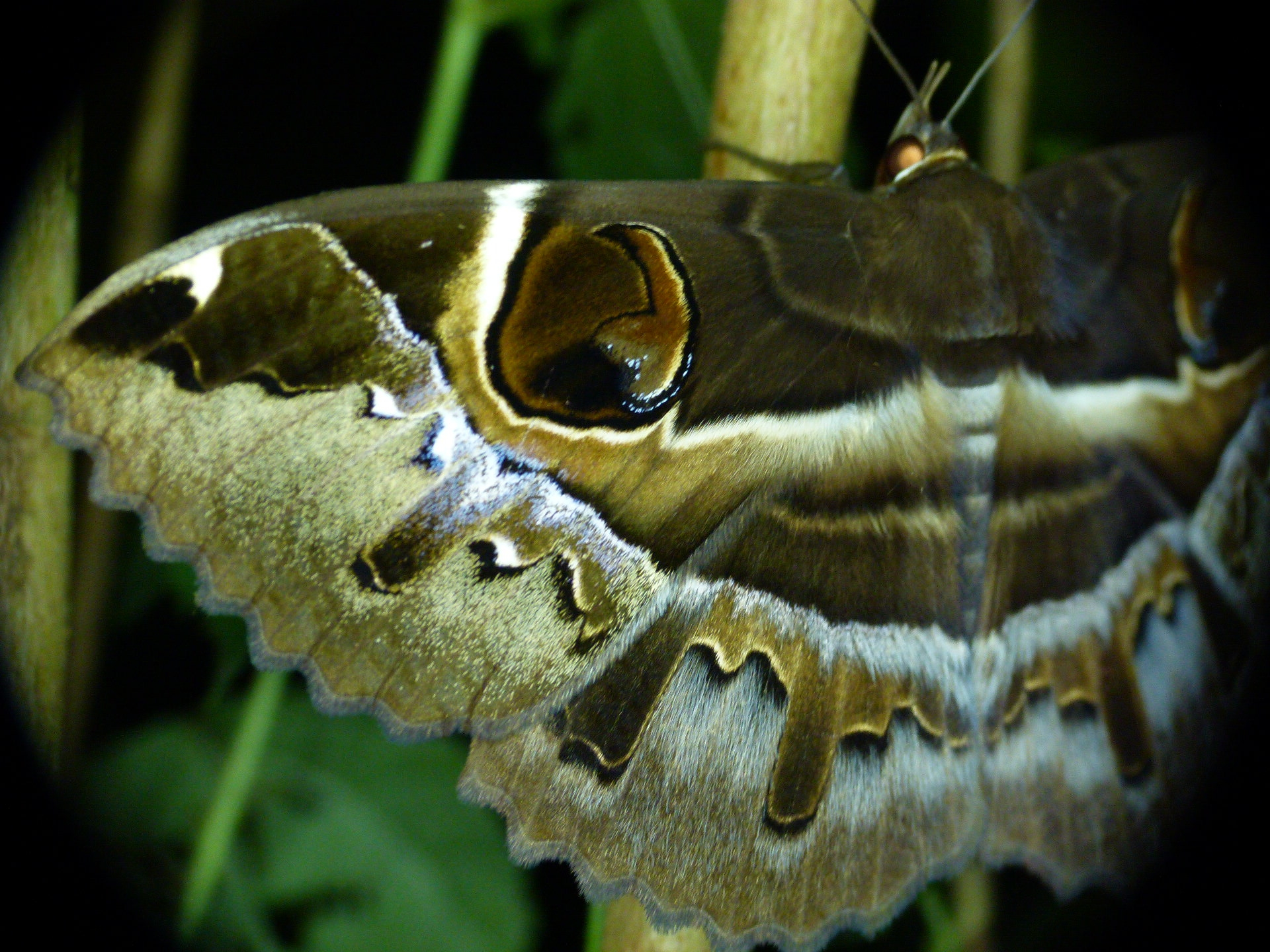
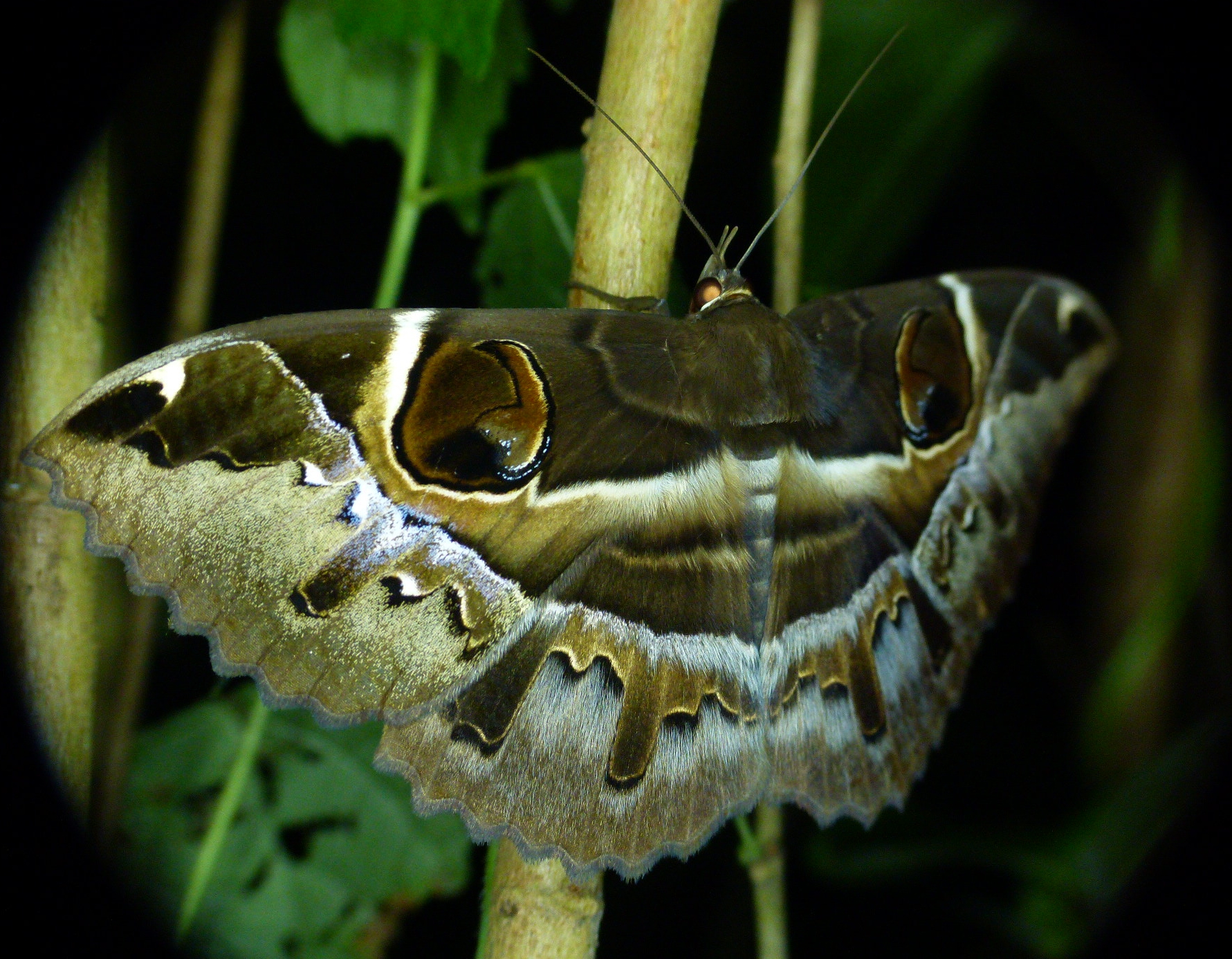
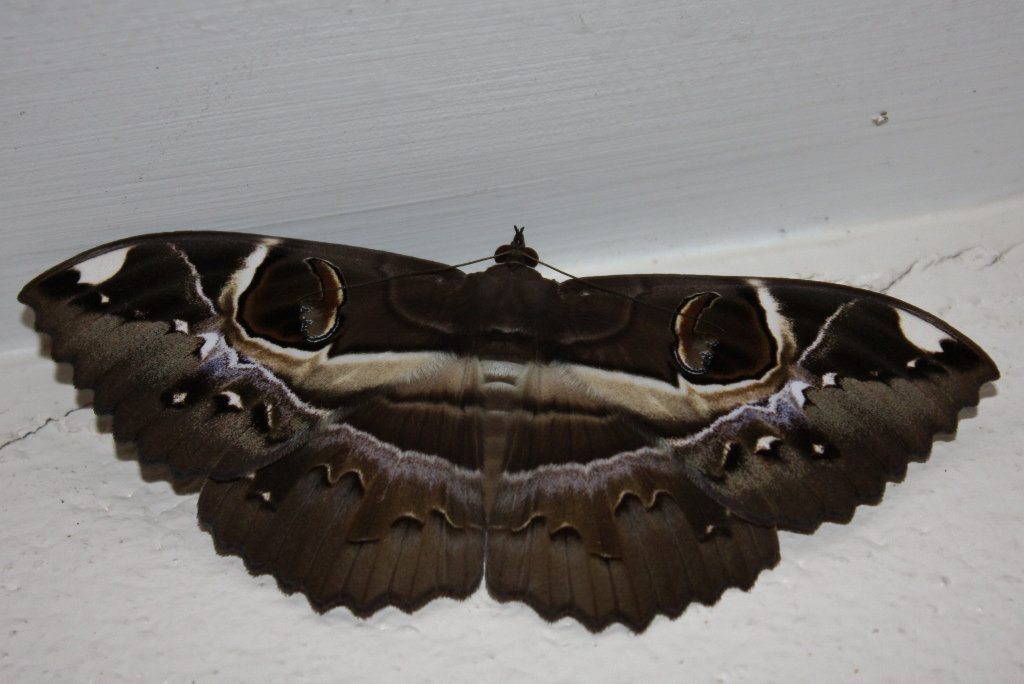